# Ein Lied für Malmö
Unter dem Titel Ein Lied für Malmö fand  am 30. März 1992 in der Stadthalle Magdeburg der deutsche Vorentscheid für den Eurovision Song Contest 1992 in Malmö (Schweden)  statt. Zum ersten Mal wurde der deutsche Vorentscheid vom 1992 gegründeten MDR durchgeführt. Moderiert wurde der Vorentscheid von Carmen Nebel. Beim Wettbewerb in Malmö konnten Wind ihre beiden zweiten Plätze nicht verteidigen, sie erreichten Platz 16. Der MDR war auch in den folgenden drei Jahren für die Auswahl des deutschen Beitrags beim ESC zuständig. Ein Lied für Malmö war aber der einzige, öffentliche Vorentscheid, der vom MDR organisiert worden ist. Von 1993 bis 1995 erfolgte die Auswahl des deutschen Beitrags intern.

## Format
Der Act für Malmö, wo der Eurovision Song Contest 1992 stattfand, wurde durch elf regionale Jurys bestimmt, eine für jede der damals elf ARD-Rundfunkanstalten. Die Jurys bestanden aus jeweils zehn Fernsehzuschauern, jedes Mitglied gab den Liedern zwischen einem und drei Punkte, es wurde jeweils nur der Favorit mit der Punktzahl genannt. Auf einer Videowand erschien zunächst das Logo der Sendeanstalt, dann ein Bild des jeweiligen Sängers oder der Band. Wer am häufigsten erschien, gewann, bei einem Gleichstand hätte die Punktzahl entschieden. Auf diese Weise gewann Wind mit sieben von elf Stimmen, die Punktzahlen lagen zwischen 18 (SDR, WDR) und 24 (SWF). Die Blauen Engel waren der Favorit der Jurys vom BR (25 Punkte), vom SFB (27 Punkte) sowie vom MDR mit 20 Punkten. Ebenfalls 20 Punkte erhielt der Favorit der Jury des HR, Lena Valaitis.

## Teilnehmer
Unter den sechs Teilnehmern fanden sich auch frühere Teilnehmer am Vorentscheid bzw. am Eurovision Song Contest, wie zum Beispiel Bernhard Brink (1979, 1984, 1987 und 1988), Wind (1985 und 1987), Lena Valaitis (1976, 1981) und Relax (1984). Auch Susan Schubert war schon 1985 und 1991 dabei.
| Platz | Startnr. | Interpret      | Lied Musik (M) und Text (T)                                                                    | Sprache | Punkte |
| ----- | -------- | -------------- | ---------------------------------------------------------------------------------------------- | ------- | ------ |
| 1.    | 6        | Wind           | Träume sind für alle da M: Ralph Siegel; T: Bernd Meinunger                                    | Deutsch | 7      |
| 2.    | 4        | Blaue Engel    | Licht am Horizont M/T: Hendrik Borsitz, Uwe Hiob                                               | Deutsch | 3      |
| 3.    | 5        | Lena Valaitis  | Wir seh’n uns wieder M: Ralph Siegel; T: Bernd Meinunger                                       | Deutsch | 1      |
| 4.    | 1        | Bernhard Brink | Der letzte Traum M: Francesco Bruletti, Eugen Römer; T: Ingrid Reith                           | Deutsch | 0      |
| 4.    | 2        | Relax          | Blue farewell river M: Claus Mathias-Clamath, Ferdinand Förster; T: Hans Greiner, Reiner Michl | Deutsch | 0      |
| 4.    | 3        | Susan Schubert | Shalalaika M/T: Willy Klüter, Anna Rubach                                                      | Deutsch | 0      |

## Juryvoting
Als Jurysprecher gaben prominente Persönlichkeiten die Endergebnisse der Punktevergaben der einzelnen Jury-Wertungen aus den elf Funkhäusern der ARD bekannt, die zum damaligen Zeitpunkt in ihren jeweiligen Sendegebieten als Moderatoren oder Ansager beliebt und bekannt waren.
| Lied | BR | HR | NDR | ORB | RB | SDR | SFB | SR | SWF | WDR | MDR | Gesamt | Punkte | Platz |
| --- | -- | -- | --- | --- | -- | --- | --- | -- | --- | --- | --- | ------ | ------ | ----- |
| Träume sind für alle da | –  | –  | 22  | 20  | 21 | 18  | –   | 23 | 24  | 18  | –   | 146    | 7      | 1.    |
| Licht am Horizont | 25 | –  | –   | –   | –  | –   | 27  | –  | –   | –   | 20  | 072    | 3      | 2.    |
| Wir seh’n uns wieder | –  | 20 | –   | –   | –  | –   | –   | –  | –   | –   | –   | 020    | 1      | 3.    |
| Der letzte Traum | –  | –  | –   | –   | –  | –   | –   | –  | –   | –   | –   | 0      | 0      | 4.    |
| Blue farewell river | –  | –  | –   | –   | –  | –   | –   | –  | –   | –   | –   | 0      | 0      | 4.    |
| Shalalaika | –  | –  | –   | –   | –  | –   | –   | –  | –   | –   | –   | 0      | 0      | 4.    |
| Jury-Punktesprecher |    |    |     |     |    |     |     |    |     |     |     |        |        |       |
| - Bayerischer Rundfunk (BR) – Gerhard Schmitt-Thiel - Hessischer Rundfunk (HR) – Hans-Joachim Scherbening - Norddeutscher Rundfunk (NDR) – Dénes Törzs - Ostdeutscher Rundfunk Brandenburg (ORB) – Raiko Thal - Radio Bremen (RB) – Herdis Husmann-Zernial - Süddeutscher Rundfunk (SDR) – Rainer Nitschke - Sender Freies Berlin (SFB) – Evelyn Lazar - Saarländischer Rundfunk (SR) – Bernhard Stigolinski - Südwestfunk Baden-Baden (SWF) – Ute Verhoolen - Westdeutscher Rundfunk (WDR) – Jean Pütz - Mitteldeutscher Rundfunk (MDR) – Ingo Dubinski |    |    |     |     |    |     |     |    |     |     |     |        |        |       |